# Gerard Cieślik
Gerard Cieślik   (Chorzów Batory i Bismarckhütte, 27 d'abril de 1927 - Chorzów, 3 de novembre de 2013), també conegut com a Gienek, és un exfutbolista polonès de la dècada de 1940.
Fou 45 cops internacional amb la selecció polonesa amb la que participà en els Jocs Olímpics d'Estiu de 1952.
Pel que fa a clubs, defensà els colors de Ruch Chorzów (1949-1955 Unia Chorzów, 1956 Unia-Ruch Chorzów).